# Pfrunger und Burgweiler Ried
Pfrunger und Burgweiler Ried este o arie protejată (sit de importanță comunitară — SCI, arie de protecție specială avifaunistică — SPA) din Germania întinsă pe o suprafață de 2.825,81 ha, integral pe uscat.

## Localizare
Centrul sitului Pfrunger und Burgweiler Ried este situat la coordonatele 47°54′14″N 9°23′47″E / 47.9039°N 9.3964°E.

## Înființare
Situl Pfrunger und Burgweiler Ried a fost declarat arie de protecție specială avifaunistică în martie 2001 pentru a proteja 21 de specii de animale. Situl a fost protejat și ca sit de importanță comunitară în martie 2001.

## Biodiversitate
Situată în ecoregiunea continentală, aria protejată nu include niciun habitat protejat.
La baza desemnării sitului se află mai multe specii protejate de  păsări (21): minunița (Aegolius funereus), pescăruș albastru (Alcedo atthis), rață mică (Anas crecca crecca), barză albă (Ciconia ciconia ciconia), erete de stuf (Circus aeruginosus), erete vânăt (Circus cyaneus), ciocănitoare neagră (Dryocopus martius), șoimul rândunelelor (Falco subbuteo), becațină comună (Gallinago gallinago), sfrâncioc roșiatic (Lanius collurio), sfrâncioc mare (Lanius excubitor excubitor), grelușelul-de-tufiș (Locustella fluviatilis), gaia neagră (Milvus migrans), gaia roșie (Milvus milvus), viespar (Pernis apivorus), ciocănitoare verzuie (Picus canus), cresteț pestriț (Porzana porzana), Rallus aquaticus aquaticus, mărăcinar (Saxicola rubetra), chiră de baltă (Sterna hirundo), Tachybaptus ruficollis ruficollis